# ميساء حسين مطرود
ميساء حسين مطرود (مواليد 28 ديسمبر 1977) هي عداءة عراقية للمسافات الطويلة. نافست في سباق ال5 الاف متر للسيدات في الأولمبياد الصيفية لعام 2000.

## روابط خارجية
- ميساء حسين مطرود على موقع الاتحاد الدولي لألعاب القوى (الإنجليزية)
- ميساء حسين مطرود على موقع أوليمبيديا (الإنجليزية)